# 西庄村 (香川県)
西庄村（にしのしょうむら）は、香川県綾歌郡にあった村。現在の坂出市西庄町。

## 歴史
- 1890年2月15日 - 町村制施行に伴い、阿野郡西庄村が村制施行し西庄村が発足。
- 1899年4月1日 - 阿野郡が鵜足郡と合併し、綾歌郡となる。
- 1936年9月1日 - 綾歌郡坂出町に編入され消滅。